# Escut de la Unió Soviètica
L'escut de la Unió Soviètica mostra els tradicionals símbols soviètics de la falç i el martell sobre un globus terraqüi, que és abraçat per dos feixos de blat envoltats per una cinta vermella amb el lema de l'URSS escrit en els diferents idiomes de les Repúbliques de la Unió Soviètica, en ordre invers al que són citades en la Constitució de l'URSS. Dintre dels feixos i sota el globus apareix un sol radiant, representant de l'avenir, i damunt del conjunt una estrella roja de cinc puntes.
L'escut va ser adoptat el 1924 i es va utilitzar fins a la desintegració de l'URSS l'any 1991. Tècnicament parlant, es tracta d'un emblema i no d'un escut d'armes, ja que no respecta les normes heràldiques. No obstant això, en rus sempre ha estat anomenat герб (guerb), la paraula utilitzada per als escuts d'armes tradicionals.
La versió utilitzada el 1991 tenia el lema de l'URSS en 15 idiomes, després que, el 1956, l'RSS Carelo-Finlandesa fos integrada a l'RSFS de Rússia com a República Socialista Soviètica Autònoma de Carèlia.
Cada República Socialista Soviètica i cada República Socialista Soviètica Autònoma tenien els seus propis escuts d'armes, clarament inspirats en el de la Unió Soviètica. L'escut de l'URSS també va servir de base per a molts altres escuts d'estats socialistes, com la República Federal Socialista de Iugoslàvia i la República Democràtica Alemanya.

## Emblemes

Emblema de la Unió Soviètica (1923–1931)
Emblema de la Unió Soviètica (1931–1936)
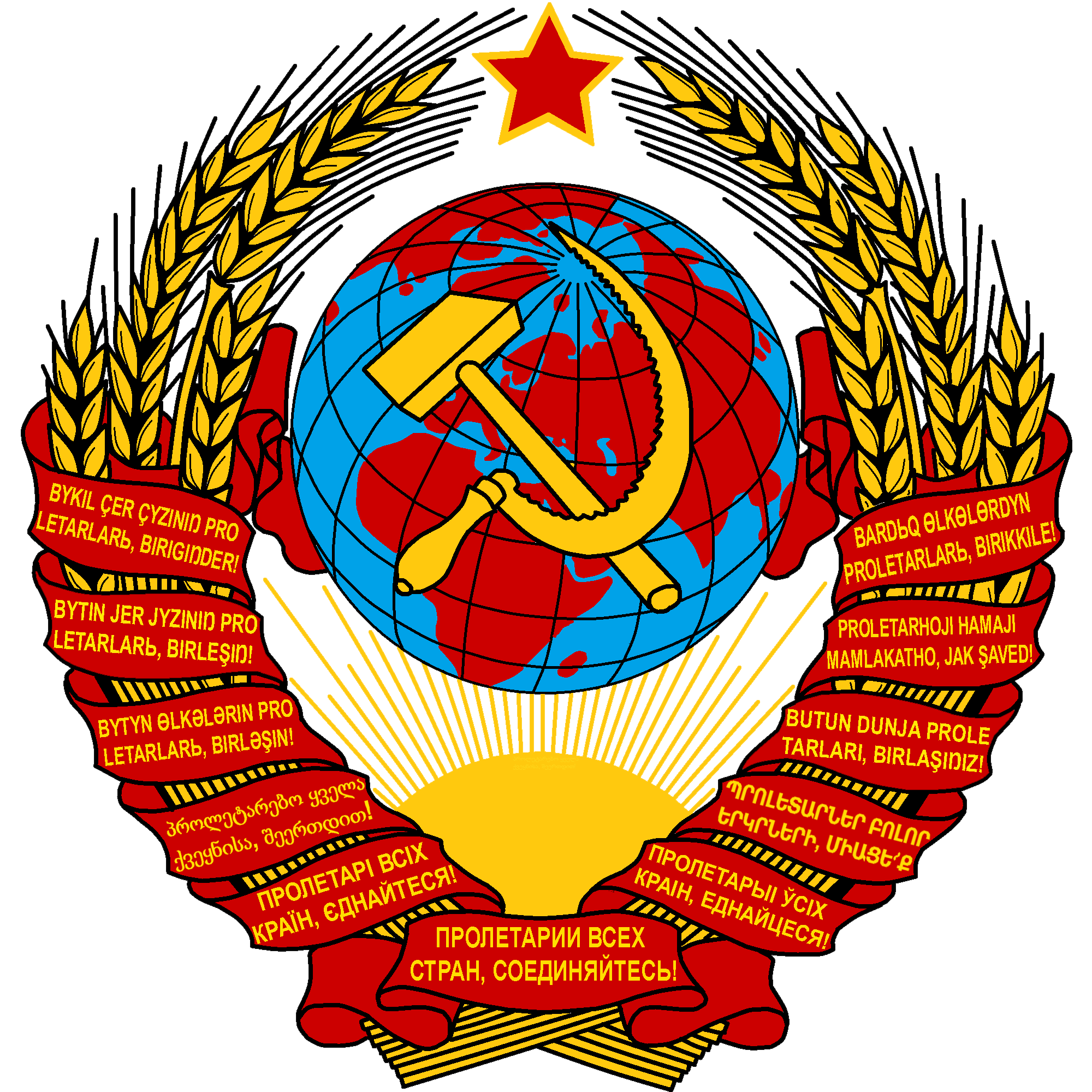
Emblema de la Unió Soviètica (1936–1946)
Emblema de la Unió Soviètica (1946–1956)
Emblema de la Unió Soviètica (1956–1991)